# Tokyo Creative
Tokyo Creative株式会社（トウキョウクリエイティブ）は、インバウンド向けのコンテンツ企画制作、コンサルティングサービス（デジタルマーケティング、プロモーション）およびタレントマネジメントなどを行う日本の企業である。
社員の50%以上が外国籍であり、主に欧米豪向けのインフルエンサーが多く所属している。

## 主な事業

### インフルエンサー事業
日本在住の主に英語話者のYouTuberを中心としたインフルエンサーマネジメント事業。所属タレント数は20名、所属タレントへのフォロワー数は合計1700万人以上、YouTubeの再生回数は16億回以上である。

### デジタルマーケティング事業
企業・自治体向けに訪日外国人集客の戦略策定から実行までを支援。導入クライアントは100件以上の実績を持つ。

## 所属者

### 代表取締役
- 小野沢 隆、中川 智博

### YouTuber
- Abroad In Japan
- akidearest
- Tokidoki Traveller
- Sharmeleon
- Natsuki The Man
- Kim Dao
- Jake'n'Bake Live
- LeSweetpea
- Tokyo Lens
- Joe Allam
- Patricia Vergara
- KAZUMA
- Obaachan's Class
- Andy Burns
- Louis-San
- DriftHunterAlbo
- Jang Hansol
- SherryBerry
- Kei Simmons
- Reylia
- lamaki625
- nana718__
- BUNNY TOKYO
- Asian Wanderlust
- Steffie Harner
- Jacob Laukaitis
- Tokyo Lifestyle
- Kelvin
- Two Wheel Cruise
- HelloTaniaChan
- STEFATTY